# Olemic Thommessen
Olaf Michael "Olemic" Thommessen (né le 18 avril 1956 à Lillehammer) est un homme politique norvégien du parti conservateur et président du Storting de 2013 à 2018. 

## Biographie
Il est élu au Parlement norvégien d'Oppland en 2001 et est réélu à quatre reprises. Il ne se représente pas en 2021. Il a auparavant été représentant adjoint pendant le mandat de 1993 - 1997.
Thommessen est membre du conseil municipal de Lillehammer de 1987 à 1995.
Le 8 mars 2018, il démissionne de la présidence du Parlement en raison de controverses entourant un projet de construction d'une nouvelle entrée du garage du Stortinget. Le projet a vu le budget initial monter en flèche et des décisions douteuses ont été prises et Thommessen reconnait sa responsabilité globale.